# Stylomesus hexaspinosus
Stylomesus hexaspinosus är en kräftdjursart som beskrevs av Yakov Avadievich Birstein 1963A. Stylomesus hexaspinosus ingår i släktet Stylomesus och familjen Ischnomesidae. Inga underarter finns listade i Catalogue of Life.